# Projekt 6
Als Projekt 6 (P6) wird eine von 2005 bis 2010 durchgeführte geheime Operation des deutschen Bundesnachrichtendienstes, des Bundesamtes für Verfassungsschutz und der US-amerikanischen CIA bezeichnet, deren Ziel es war, in einer Datenbank PX Informationen über Dschihadisten, Terrorunterstützer und Mitglieder des islamistischen Milieus zu sammeln.
Aufgedeckt wurde die Operation im September 2013 vom Nachrichtenmagazin Der Spiegel. Bei der Geheimoperation war laut Spiegel auch der auf investigativen Journalismus spezialisierte NDR-Journalist Stefan Buchen ins Visier geraten, weil er bei seinen Recherchen mit einem islamistischen Prediger im Jemen telefoniert und mehrfach Afghanistan besucht habe. Er war 2010 in US-Dokumenten mit seiner Pass- und Mobilfunknummer sowie seinem Geburtsdatum aufgetaucht.
In der Datenbank waren rund 1100 Informationen von knapp 200 Personen gespeichert gewesen, jedoch wurden die Festplatten nach dem Ende des Projekts 2010 laut Bundesinnenministerium vernichtet. Nach Angaben des Verfassungsschutzes war die genutzte Datenbank von den USA zur Verfügung gestellt worden, habe aber keine technische Anbindung an die IT-Infrastruktur des Bundesamtes für Verfassungsschutz gehabt. Die Einspeisung und der Zugriff auf die Daten erfolgte laut Amt durch Verfassungsschützer und nicht durch Mitarbeiter der CIA. Diese Darstellung zweifelte der Spiegel an, da nach seinen Informationen CIA-Mitarbeiter mit ihren deutschen Kollegen über Jahre aus einer legendierten Wohnung in Neuss heraus arbeiteten.
Das Parlamentarische Kontrollgremium wurde über das Projekt 6 laut Verfassungsschutz zufolge am 12. August 2013 und somit erst nach den ersten Spiegel-Anfragen an die zuständigen Behörden informiert.

## Datenschutz und politische Diskussion
Der Bundesdatenschutzbeauftragte Peter Schaar kritisierte die mangelnde Transparenz der Operation. Die Datenbank war ihm unbekannt. Er sagte, bei einem solchen Projekt müssten alle Aktivitäten protokolliert und einer datenschutzrechtlichen Kontrolle unterworfen werden.
Die Bundesjustizministerin Sabine Leutheusser-Schnarrenberger forderte im Bezug auf die Geheimdienstkooperation mit den USA eine grundsätzliche Reform der Sicherheitsarchitektur. Die Kontrolle der deutschen Nachrichtendienste müsse eine gesetzliche Klarstellung erfahren, die eine unzulässige institutionalisierte Zusammenarbeit des Bundesnachrichtendienstes mit ausländischen Diensten verhindere, sagte Leutheusser-Schnarrenberger. Sie stellt sich mit ihrer Kritik auch gegen das Bundesinnenministerium. Dort wies man jegliche Kritik am Projekt 6 zurück.